# Husaberg

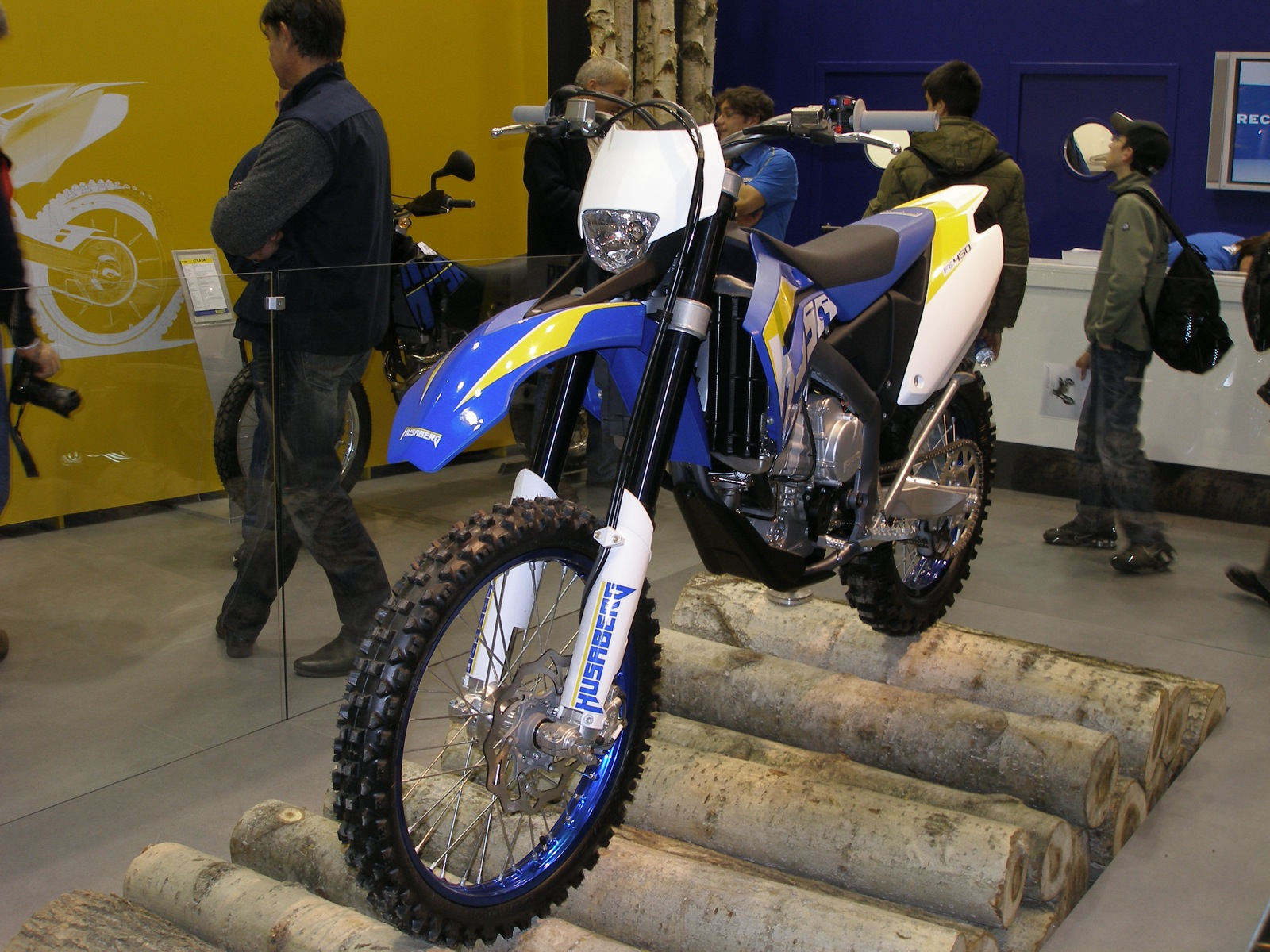
Husaberg FE 450 Enduromotor uit 2009

Husaberg is een Zweeds merk van motorfietsen.
Husaberg Motor Ba, Husaberg. 
Na de overname van het Zweedse merk Husqvarna door Cagiva in 1986 begonnen enkele oud-medewerkers onder leiding van fabrieksrijder Thomas Gustavsson en technicus Urban Larsson hun eigen enduromerk.
Al snel werden er prima resultaten geboekt in de Enduro en ook in de opkomende viertaktcross. Husaberg werd in 1995 verkocht aan KTM. Het merk bestaat echter nog steeds, hoewel de motorfietsen nu in Oostenrijk gebouwd worden. Het zijn ook nog steeds echte "Husaberg"-motoren, dus geen KTM's met een ander kleurtje.
In 2009 kwam Husaberg met een totaal nieuw model motordesign. Namelijk met een 70 graden naar voren gekantelde cilinderhoek waardoor het zwaartepunt van de motor meer in het midden kwam te liggen. Hierdoor werd de handelbaarheid en wendbaarheid van de motor aanzienlijk verbeterd. Er zijn 3 verschillende modellen van deze motor, namelijk een 390cc, een 450cc model en een 570cc.
Vanaf 2013 neemt Husaberg afscheid van de gekantelde blokken en neemt de motorblokken van het moederbedrijf KTM over. Daarbij worden ook de uitvoeringen overgenomen, namelijk een 250cc, 350cc, 450cc en 500cc.